# Пиринска гъшарка
Пиринска гъшарка или Фердинандова гъшарка (Arabis ferdinandi-coburgii) е многогодишно тревисто растение от семейство кръстоцветни, български ендемит. Вписано е в Червената книга на България и в Закона за биологичното разнообразие като застрашен вид. Описано е от Йохан Келерер и Франц Зюндерман през 1903 г. и е кръстено в чест на цар Фердинанд I.

## Описание
Стъблото на растението е с височина 6 – 12 cm. Листата му са целокрайни, приосновните в розетка, като от двете страни са покрити с прилегнали двуделни власинки. Съцветието е връхно и гроздовидно. Цветовете му са бели. Венчелистчетата достигат дължина 7 – 9 mm, имат продълговато обратнояйцевидна форма. Плодовете представляват голи линейни шушулки, семената му са кафяви, като по ръбовете са без крилце. Цъфти през юни – юли, плодоноси през август – септември. Опрашва се от насекоми. Размножава се със семена, разпространявани от вятъра и барохорно.

## Разпространение
Пиринската гъшарка се среща по варовити скалисти и каменисти терени – скални поляни, тераси, в скални пукнатини, във високопланинския пояс. Популациите са пространствено изолирани, фрагментирани, образувани от единични растения и малко на брой групи от по няколко индивида.
Разпространена е по склоновете на връх Вихрен, циркусите Голям и Малък Казан, Бански суходол, Баюви дупки, Каменитица, Разложки суходол и рида Голям Средонос, на височина между 2000 и 2800 m.